# Tabanus negritos
Tabanus negritos är en tvåvingeart som beskrevs av Philip 1959. Tabanus negritos ingår i släktet Tabanus och familjen bromsar. Inga underarter finns listade i Catalogue of Life.